# بتی فیلد
بتی فیلد (انگلیسی: Betty Field؛ ۸ فوریهٔ ۱۹۱۳ – ۱۳ سپتامبر ۱۹۷۳) یک هنرپیشه اهل ایالات متحده آمریکا بود.
از فیلم‌ها یا برنامه‌های تلویزیونی که وی در آن نقش داشته است می‌توان به پرنده باز آلکاتراز، باترفیلد ۸، پیک‌نیک، موش‌ها و آدم‌ها، ردیف پادشاهان و مردی با سگ شکاری اشاره کرد.